# Trương Giản Chi
Trương Giản Chi (tiếng Trung: 張柬之, 625 - 706) là một đại thần nhà Đường cũng như triều đại Võ Chu do Võ Tắc Thiên lập ra. Ông được một vị quan có tiếng là Địch Nhân Kiệt tiến cử. Sau khi Địch Nhân Kiệt mất vào năm 700, ông là một trong những người giữ chức quan cao nhất trong triều - tể tướng. Tháng 2 năm 705 ông lãnh đạo cuộc đảo chính giết hai anh em họ Trương được Võ hậu sủng ái là Trương Dịch Chi và Trương Xương Tông, buộc Võ hậu truyền ngôi cho con trai Lý Hiển. Ông mất vào năm 706, một năm sau cuộc đảo chính.

## Thăng tiến
Địch Nhân Kiệt và Trương Giản Chi vốn là bạn thân thời còn nhỏ. Trong suốt cuộc đời mình, Địch Nhân Kiệt luôn nghĩ cho xã tắc vì vậy ông rất muốn lật đổ nhà Võ Chu. Khi ông đã già và cảm thấy mình sống không còn được bao lâu nữa, ông cần phải có những người tâm phúc.
Người đầu tiên ông nghĩ tới là Trương Giản Chi, một bạn thân từ hồi còn nhỏ. Hiện thời Giản Chi chỉ giữ một chức quan nhỏ. Nhân Kiệt biết rõ Giản Chi là người thâm trầm, ít nói, nhưng tài ba xuất chúng. Hai người có chung một ý nguyện khôi phục nhà Đường. 
Một ngày kia Võ Hậu bảo Nhân Kiệt tìm một người có khả năng để giữ một nhiệm vụ quan trọng. 
Nhân Kiệt hỏi: 
- Tâu Bệ Hạ, người đó phải như thế nào? 
- Y phải tài ba hơn người, nghĩa là phải nghĩ và hành động trước người khác. 
- Nhiệm vụ của người đó là gì, tâu Bệ Hạ? 
- Y phải văn võ kiêm toàn, vừa có thể điều khiển việc triều chính, vừa có thể làm Nguyên soái nơi trận mạc. 
- Vậy thì không ai bằng Trương Giản Chi.
Không hiểu Võ Hậu nghĩ sao, bà hạ lệnh cho Giản Chi về giữ chức Trưởng quan tại một quận thuộc Kinh đô. Tuy chức vụ này quan trọng nhưng chưa được như lời Võ Hậu nói. Có lẽ bà muốn thử tài Giản Chi. 
Một ngày khác Võ Hậu lại bảo Nhân Kiệt tìm người tài giỏi để trọng dụng. 
Nhân Kiệt nói: 
- Hạ thần đã tiến cử Giản Chi rồi mà.
- Trẫm đã dùng y rồi.
- Không phải như vậy. Thần tiến cử y làm Thừa tướng chứ không phải làm một chức quan nhỏ như vậy. 
Võ Hậu phong Giản Chi làm Phó thượng thư bộ Hình. Thế là ông trở thành nhân vật quan trọng.

## Diễn biến cuộc đảo chính
Tháng 2 năm 705, tể tướng Trương Giản Chi dẫn 500 quân tiến đánh vào hoàng cung, giết hai anh em họ Trương và buộc Võ hậu truyền ngôi cho thái tử Lý Hiển lên ngôi lần thứ hai.

## Qua đời
Mùa xuân năm 706, ông và các quan đại thần gồm: Thôi Huyền Vĩ, Hoàn Ngạn Phạm, Viên Thứ Kỉ, Kính Huy bị Vi hoàng hậu gièm pha và đẩy họ ra châu xa. Tháng 7 năm 706, ông và 4 quan đại thần kia bị Vi hậu và Võ Tam Tư sai Chu Lợi Trinh giết hại.